# Wael Kfoury
Michel Émile Kfoury, dit Wael Kfoury (en arabe وائل كفوري), né le 14 septembre 1974,  est un chanteur libanais de pop libanaise. Il est considéré comme l'une des figures les plus populaires de la chanson lyrique arabe.[réf. nécessaire]
Fort de sa réputation, il a chanté dans bon nombre de pays (en Europe, en Australie et en Amérique). En Cisjordanie, il a participé au célèbre festival international de Jéricho, où, à l'occasion de sa chanson intitulée Ma Waadtik Bi Njoom Al Leyl , il remporte une médaille d'or.
En 1993, Wael Kfoury étudia la musique à l'Université Saint Esprit de Kaslik (USEK) à Beyrouth. 
La première chanson de Wael Kfoury est Ma Waadtik Bi Njoom Al Leyl, figurant sur l'album Ma Waadtik, enregistrée au Studio Al Fan. Cette dernière va faire connaître à Wael Kfoury le succès. Par la suite, tous les projets de Wael Kfoury sont produits par Music Box International.
Ensuite, Kfoury signa avec Rotana et son premier album avec eux porta le titre de Saalouni. Suite à cela, Kfoury gagna plusieurs médailles et récompenses et participa aux émissions de télévision Arab Idol et X Factor.

## Vie privée
Il a épousé Angela Bechara, ils ont deux filles la première est nommée Michèle.

## Discographie
- 1994: Shafouha W Sarou Y'oulou ( شافوها وصارو يقولوا)
- 1995: Mayyet Fiki ( ميت فيكي)
- 1996: Ba'd el Sentayn ( بعد السنتين)
- 1997: Tna'shar Shaher ( اتنعشر شهر)
- 1998: Shubbak el Houb ( شباك الحب )
- 1999: Hikayat 'Asheq ( حكاية عاشق)
- 2000: Sa'alouni ( سألوني)
- 2001: Shou Ra'yak ( شو رأيك)
- 2003: Oumry Killo ( عمري كلو)
- 2004: Qorb Liyya ( قرب ليى)
- 2005: Bhebak Ana Ktir ( بحبك أنا كتير)
- 2007: Byihenn ( بيحنّ)
- 2010: Kfoury Classic perfect
- 2012: Ya Dalli Ya Rouhi (يا ضلي يا روحي)
- 2014: El Gharam El Moustahil (الغرام المستحيل)
- 2017: W.